# Tantolundens Discgolfpark
Tantolundens discgolfpark är en discgolfbana belägen i Tantolunden, en park i Stockholm. Discgolfbanan är känd för att erbjuda en utmanande och varierande spelupplevelse för både nybörjare och erfarna spelare. Det attraktiva läget och det välskötta området lockar besökare från när och fjärran.

## Historia
Tantolundens discgolfpark anlades år 2016 som ett resultat av ett samarbete mellan Stockholms discgolfklubb och Stockholms stad. Under åren har discgolfparken utvecklats och förbättrats för att möta behoven hos den växande discgolfgemenskapen i Stockholm. Klubbar och entusiaster har arbetat tillsammans för att underhålla banan och organisera tävlingar och evenemang för att främja sporten.

## Beskrivning
Tantolundens discgolfpark erbjuder en 7-hålsbana som sträcker sig över en varierande terräng. Banan har utmanande korgpositioner och olika svårighetsgrader på varje hål. Trots det centrala läget erbjuder banan en mängd olika utmaningar. Variationen och lugnet i parken ger en trevlig och avkopplande atmosfär för alla som besöker.